# Conselho do Comando Revolucionário da Líbia
Conselho do Comando Revolucionário da Líbia foi um órgão de doze pessoas que governou a República Árabe da Líbia de 1969 a 1977. Seu presidente foi Muammar Gaddafi, que detinha um nível significativo de controle.
Em 1977, Gaddafi aboliu a república e proclamou a Jamahiriya. Como parte disto, o Conselho do Comando Revolucionário foi oficialmente abolido e substituído pelo secretariado-geral do Congresso Geral do Povo.

## Composição

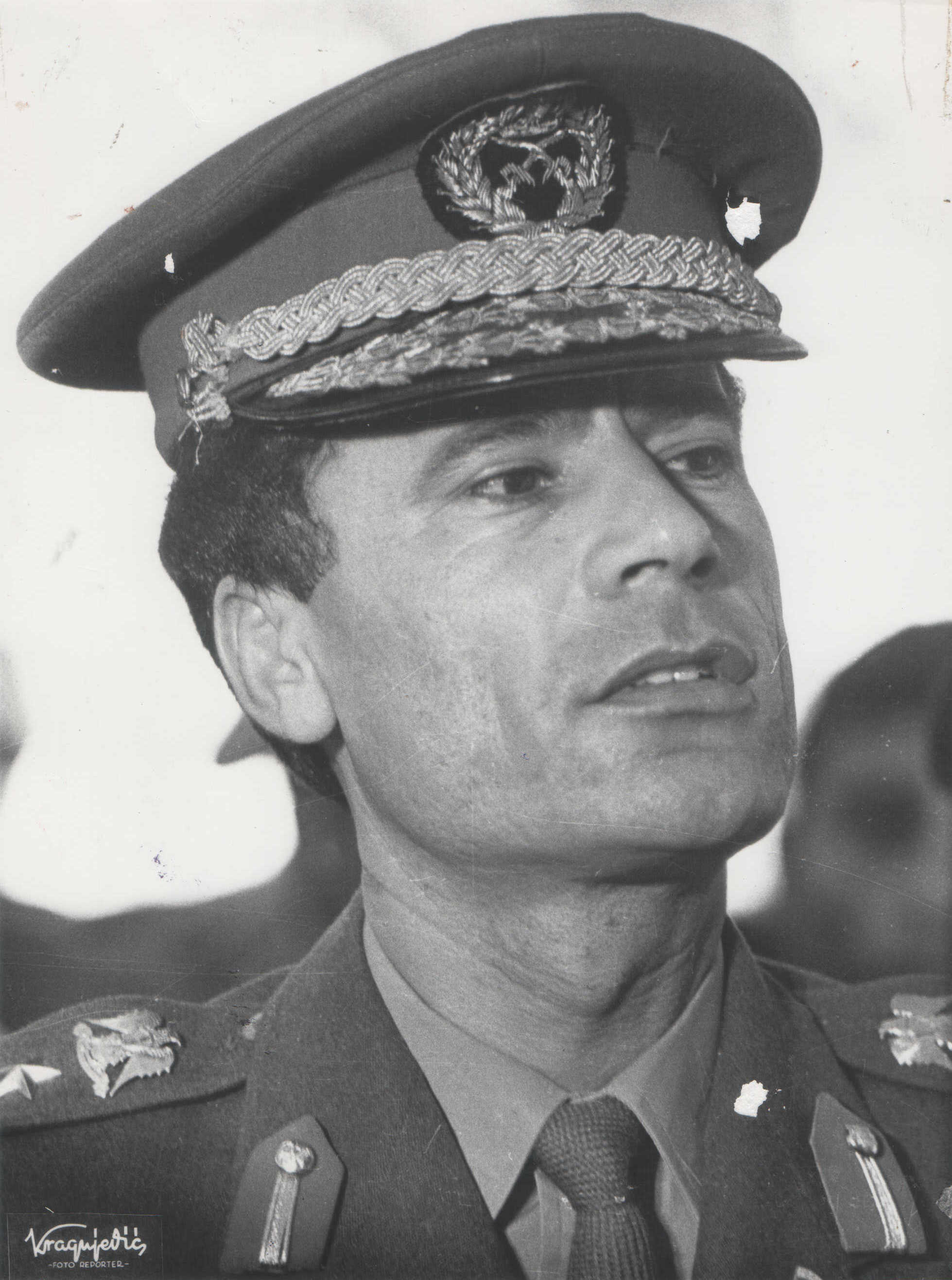
Gaddafi na década de 1970.

Os outros membros iniciais (1970) eram os seguintes:
- Maj.  Abdessalam Jalloud
- Maj.  Beshir al-Saghir Hawady
- Maj.  Mukthar Abdullah al-Gerwy
- Capt. Abdul Moniem al-Taher el-Huny
- Capt. Mustafa al-Kharouby
- Maj. Khuwaildi al-Hamidi
- Maj. Muhammad Nejm
- Maj. Awad Ali Hamza
- Maj.  Abu-Bakr Yunis Jabr
- Capt. Omar Abdullah al-Meheishy
- Capt. Muhammad Abu Bakr al-Quarrif

## História
A criação de um novo governo, o comitê central de 12 membros dos Oficiais Livres Unionistas converteu-se em um Conselho de Comando Revolucionário, que exercia controle sobre a recém-proclamada República Árabe da Líbia.  Abaixo deles foram formados um conselho de ministros, liderados por Mahmud Sulayman al-Maghribio para supervisionar a implementação da política do Conselho de Comando Revolucionário.
O Capitão Gaddafi promoveu-se ao posto de coronel e foi reconhecido tanto como presidente do Conselho de Comando Revolucionário, bem como comandante-em-chefe das forças armadas, tornando-se de facto o chefe de Estado.  De 1970 a 1972, também atuou como primeiro-ministro.
Embora o Conselho do Comando Revolucionário fosse teoricamente um órgão colegiado que operava através da discussão e construção de consenso, desde o início, foi dominado pelas opiniões e decisões de Gaddafi, embora alguns dos outros tentarem restringir o que acreditavam como seus excessos. 
Gaddafi continuou a ser a imagem pública do governo, com as identidades dos outros membros do Conselho de Comando Revolucionário sendo unicamente reveladas ao público no Diário Oficial em 10 de janeiro de 1970.  Todos eram homens jovens, de origens operárias (tipicamente rural) e da classe média, e nenhum deles possuíam diploma universitário; desta forma eram todos distintos dos ricos conservadores altamente instruídos que tinham governado o país anteriormente.  Concluído o golpe de Estado, o Conselho do Comando Revolucionário prosseguiu com suas intenções de consolidar o governo revolucionário e a modernização do país.
Como resultado, passaram a expurgar monarquistas e membros do clã Senussi de Idris do mundo político e das forças armadas  da Líbia; Gaddafi acreditava que essa elite se opunha à vontade do povo líbio e deveria ser eliminadas.  Muitas personalidades do antigo regime foram presas, embora nenhuma delas fosse executada. Mantiveram a proibição do governo anterior sobre os partidos políticos e governaram por decreto. Outras restrições foram colocadas sobre a liberdade de imprensa e, em maio de 1970, todos os sindicatos foram proibidos.
Após a Líbia ser convertida na "(Grande) Jamahiriya Árabe Popular Socialista" em 1977, os membros sobreviventes do Conselho do Comando Revolucionário formaram o ápice do "setor revolucionário" que supervisionaria o governo. Eles não estiveram sujeitos a eleição, uma vez que ocupavam cargos em virtude de terem liderado o golpe de 1969 - oficialmente descrito como "Revolução". Como consequência, embora Gaddafi não tivesse nenhum cargo governamental formal após 1980, ele continuou a exercer controle absoluto no país até sua derrubada e execução na Guerra Civil Líbia de 2011.

## Ver trambém
- Era Muammar al-Gaddafi